# Libindo Ferrás
Libindo Ferrás ( Porto Alegre, 1877 - Rio de Janeiro, 1951 ) est un peintre et enseignant brésilien.
Au départ, il se consacre à la peinture en tant qu'amateur, bien qu'il ait reçu des cours de Ricardo Albertazzi . Il inaugure sa carrière en exposant au début de 1896 de petites toiles dans la fenêtre de la maison commerciale O Preço Fixo, où l'une d'elles a été remarquée par Olinto de Oliveira, qui dans sa chronique du journal Correio do Povo, tout en soulignant le caractère amateur de l'œuvre, s'est rendu compte qu'il y avait un talent inhabituel, encourageant l'auteur. Cependant, à cette époque, Libindo n'imaginait pas encore devenir peintre professionnel, étant au milieu des études préparatoires au cours d'ingénierie. En 1897, il est déjà à Rio de Janeiro, où il poursuit ses études à l'Escola Politécnica, mais avant de terminer un an, il abandonne ses cours et s'embarque pour l'Italie.
Il y reste deux ans, de 1897 à 1899, et on sait peu de choses sur ce qu'il a fait. Eduardo Guimarães a déclaré que l'artiste a visité de nombreuses villes italiennes, séjournant notamment à Rome, Turin, Milan et Naples, où il aurait reçu des leçons de divers maîtres. De retour à Porto Alegre, il n'installe pas immédiatement un atelier, se consacrant plutôt à une vie bohème et errant à travers diverses activités, mais exposant fréquemment dans les salles de peinture locales.
Cependant, cette vie inconstante prend fin en 1908, lorsqu'il participe à la fondation de l'Institut Libre des Beaux-Arts de Rio Grande do Sul (ILBA), dans une assemblée convoquée par le président de l'État Carlos Barbosa Gonçalves . En 1909, un Conservatoire de Musique est fondé à l'ILBA, et en 1910, à l'initiative de Libindo, une École d'Art est créée dans le même Institut. Libindo est dans le même acte a indiqué le premier directeur et professeur de l'école. Le projet original prévoyait l'enseignement théorique et pratique des arts plastiques, couvrant le dessin, l'architecture, la sculpture, les arts appliqués et l'artisanat. Il restera dans ce rôle jusqu'à ce que l'École soit incorporée à l'Université de Porto Alegre en 1936.
Au cours de cette période, il produit un grand nombre d'œuvres principalement dans la technique de l'huile et dans le thème du paysage, et a établi la réputation, qui perdure à ce jour, de l'un des principaux artistes gauchos de la première moitié du XXe siècle.